# Гиргинова, Стефана
Стефана Цонева Гиргинова «Буря» (болг. Стефана Цонева Гиргинова «Буря»; 13 декабря 1917, Лесичарка — 5 ноября 1943, близ Малкочево) — болгарская работница текстильной фабрики, деятельница болгарского Движения Сопротивления.

## Биография
Родилась 13 декабря 1917 в селе Лесичарка. Отец, Цоню Петков Гиргинов, уроженец села Калчево, строитель по прозвищу «Цоню-мастер». Мать, домохозяйка, умерла рано, оставив Стефану с двумя маленькими сёстрами (старшая дочь умерла в юном возрасте).
Стефана окончила школу в родном селе, позднее окончила сельскохозяйственное училище в Габрово. После училища она поступила работать на трикотажный завод «Братья Георгиевы» в городе (ныне фабрика «Буря»). Там Стефана познакомилась с прогрессивно настроенными рабочими, стала участвовать в их демонстрациях и стачках.
В годы Второй мировой войны Стефана вошла в Движение Сопротивления. 25 февраля 1943 полиция арестовала девушку, однако она сбежала из-под ареста, после чего присоединилась к Габровско-Севлиевскому партизанскому отряду. Благодаря её необыкновенной храбрости, воле и неуступчивости Стефана получила прозвище «Буря».
5 ноября 1943 близ села Малкочево в перестрелке с полицией Стефана Гиргинова погибла. Она была похоронена недалеко от села. 9 сентября 1944 село переименовали в Бурю в честь прозвища партизанки, там же был позднее открыт и памятник. Также в честь Стефаны были названы завод в Габрово и библиотека в Лесичарке.